# Birgit Meyer

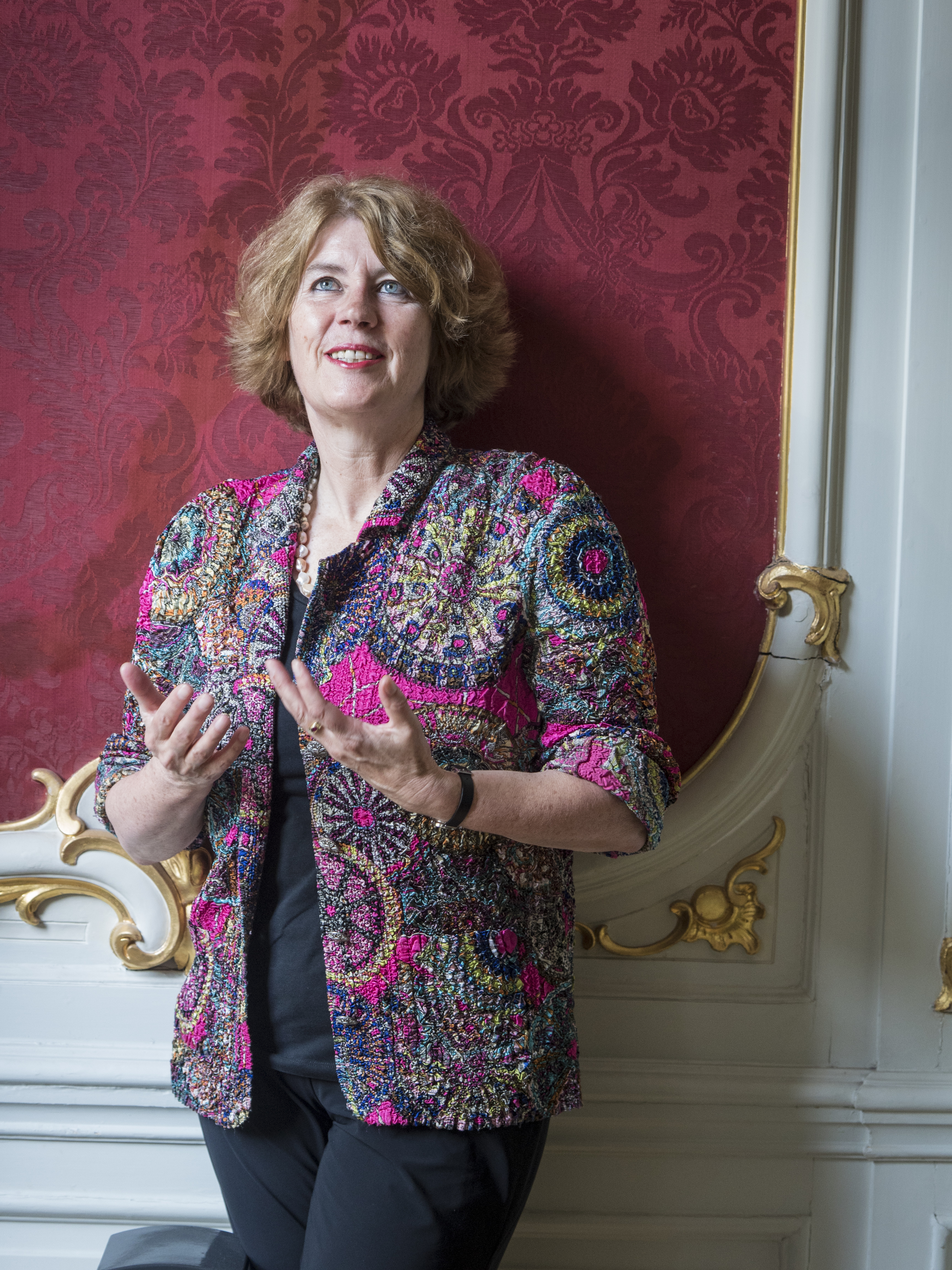
Birgit Meyer em 2015

Birgit Meyer (Emden, 21 de março de 1960) é uma professora alemã de ciência da religião na Universidade de Utreque.

## Carreira
Meyer nasceu em 21 de março de 1960 em Emden, na Alemanha. Ela estudou religião comparada, pedagogia e antropologia cultural na Universidade de Bremen e na Universidade de Amsterdã. Ela obteve seu doutorado na última universidade em 1995 sob orientação de doutorado J. Fabian e HUE Thoden van Velzen, com uma tese intitulada: Traduzindo o Diabo. Uma Apropriação Africana do Protestantismo Pietista. O Caso da Ovelha Peki, 1847-1992. Ela foi nomeada professora de ciência da religião na Universidade de Utreque em 2011. Anteriormente, ela passou mais de 20 anos morando em Gana estudando pentecostalismo e mudança religiosa.
Meyer é membro da Academia Real das Artes e Ciências dos Países Baixos desde 2007. Em abril de 2015, Meyer ganhou o prêmio Academy Professors Prize, da Academia Real, e recebeu uma bolsa de 1 milhão de euros.
Em 2015, no Países Baixos, ela foi uma das quatro vencedoras do Prêmio Spinoza e recebeu uma bolsa de 2,5 milhões de euros.